# 社会主义工党 (澳大利亚)
社会主义工党（英語：Socialist Labor Party）是澳大利亚历史上的一个德莱昂主义政党。1887年，该党成立，当时取名为澳大利亚社会主义联盟。1893年，该党有不到9000名成员。该党的成员包括乔治·布莱克、新南威尔士州长威廉·霍尔曼和澳大利亚总理比利·休斯。1901年，该党改名为社会主义工党。约1940年，该党解散。1961年，该党重建，但规模明显较小，一直维持到1970年代。